# Ceratobatrachus guentheri
Ceratobatrachus guentheri là một loài ếch trong họ Ceratobatrachidae. Chúng là đại diện duy nhất của chi Ceratobatrachus và không bị đe dọa tuyệt chủng. Chúng thường được tìm thấy ở Papua New Guinea và quần đảo Solomon.
Các môi trường sống tự nhiên của chúng là các khu rừng ẩm ướt đất thấp nhiệt đới hoặc cận nhiệt đới, vườn nông thôn, các vùng đô thị, và các khu rừng trước đây bị suy thoái nặng nề.

## Hình ảnh

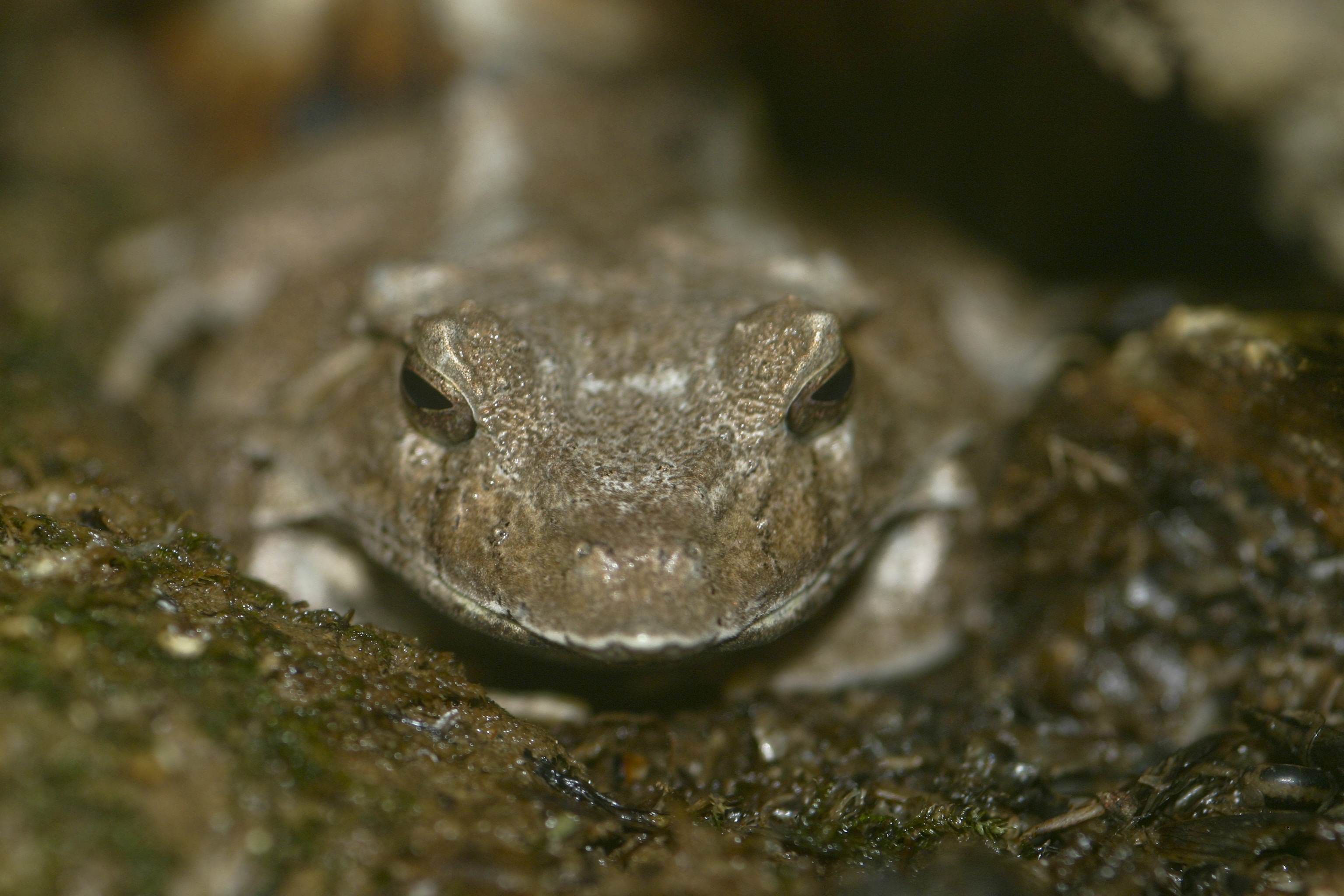
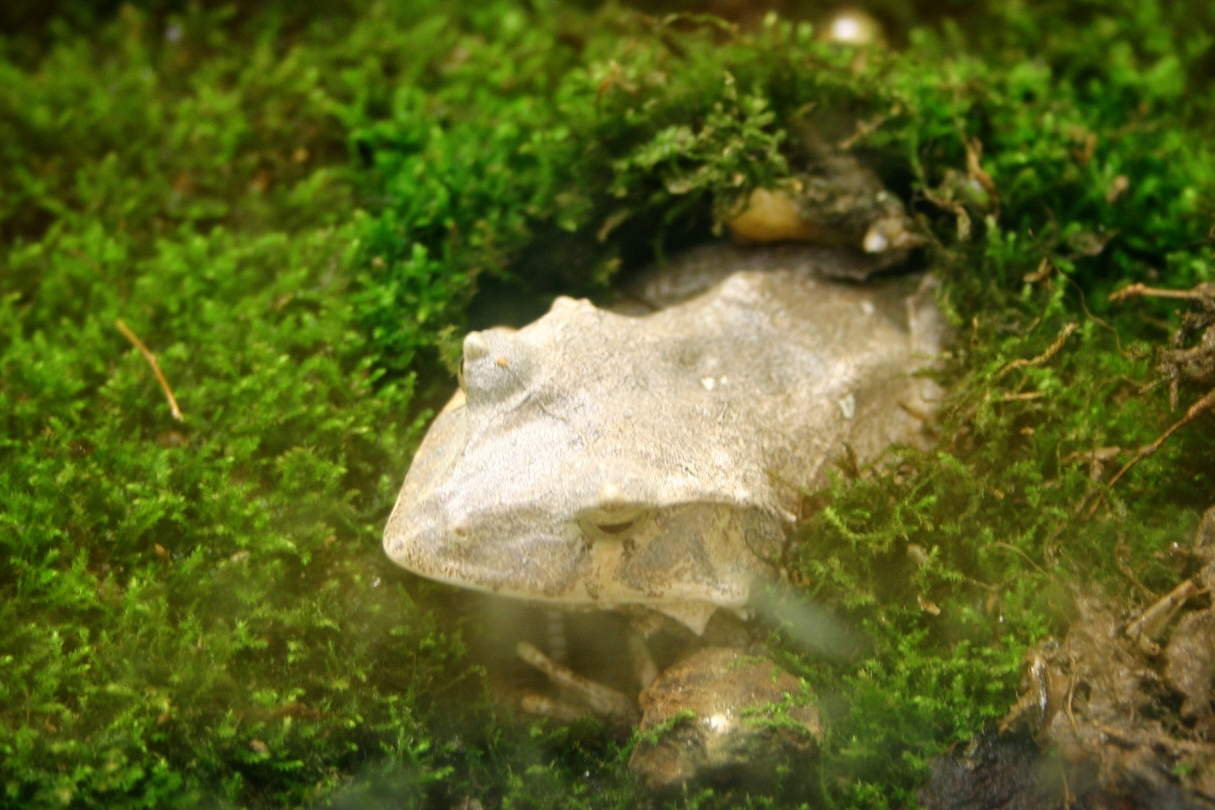
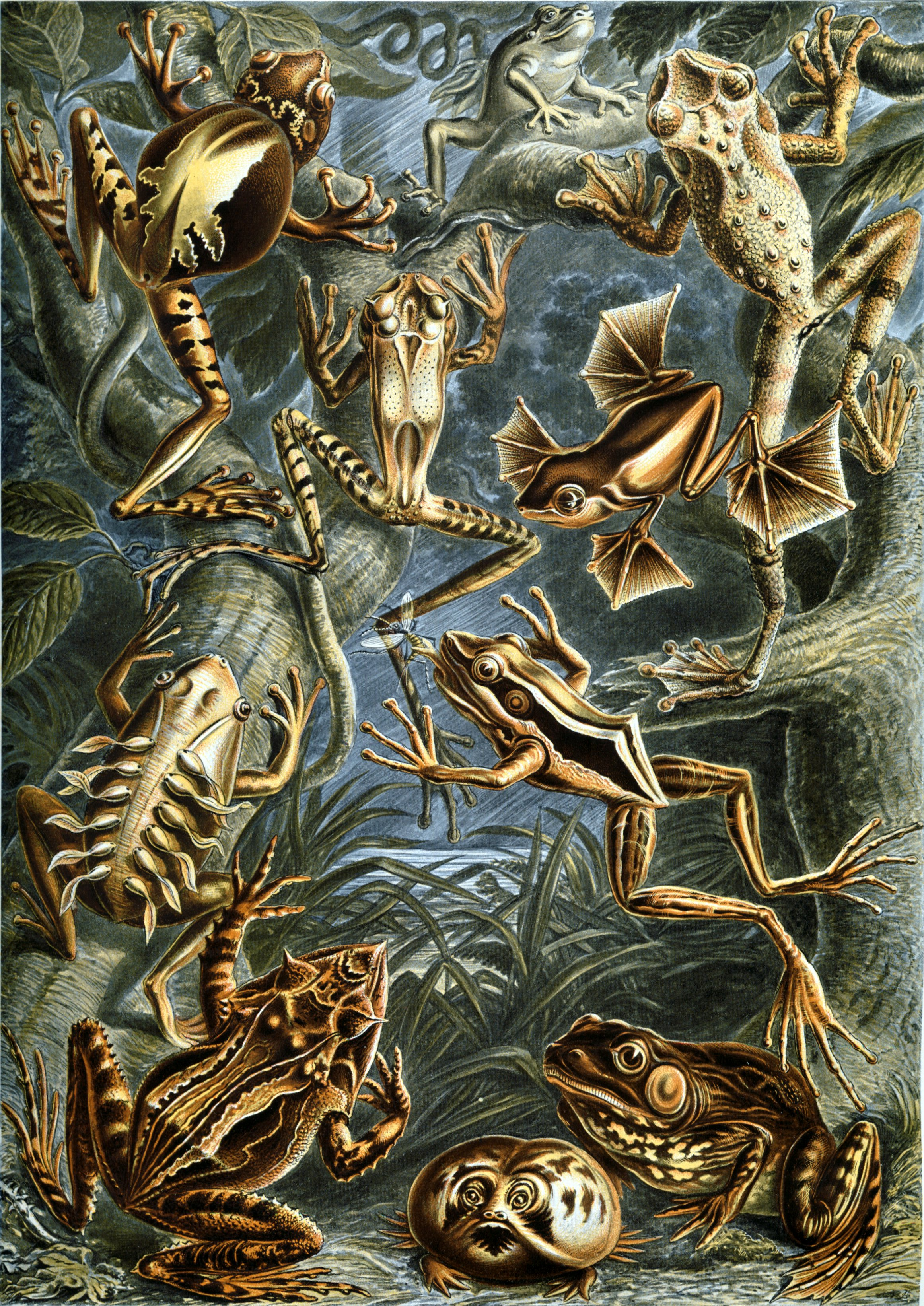